# Phortica afoliolata
Phortica afoliolata är en tvåvingeart som beskrevs av Chen och Masanori Joseph Toda 2005. Phortica afoliolata ingår i släktet Phortica och familjen daggflugor. Inga underarter finns listade i Catalogue of Life.